# ناپیوستگی موهوروویچیچ

برش عرضی کره زمین. ناپیوستگی موهو با شماره ۲ مشخص شده است.

ناپیوستگی موهوروویچیچ (به کرواتی: Mohorovičićova diskontinuita) یا موهو (به انگلیسی: MOHO) مرز میان پوسته و گوشته زمین است. این ناپیوستگی، پوسته اقیانوسی و قاره‌ای را از گوشته جدا می‌کند. در سال ۱۹۰۹ میلادی زمین لرزه‌ای در پیرامون زاگرب روی داد که منجر به آغاز پژوهش‌های آندریا موهوروویچیچ گردید، این تحقیقات با ارائه نظریه ناپیوستگی موهوروویچیچ پایان پذیرفت.